# Spinus thibetanus
Il Lucherino tibetano (Spinus thibetanus (Hume, 1872)) è un uccello passeriforme della famiglia Fringillidae.

## Etimologia
Il nome scientifico della specie, thibetanus, è un chiaro riferimento all'areale occupato da questi uccelli: il nome comune altro non è che la traduzione di quello scientifico.

## Descrizione

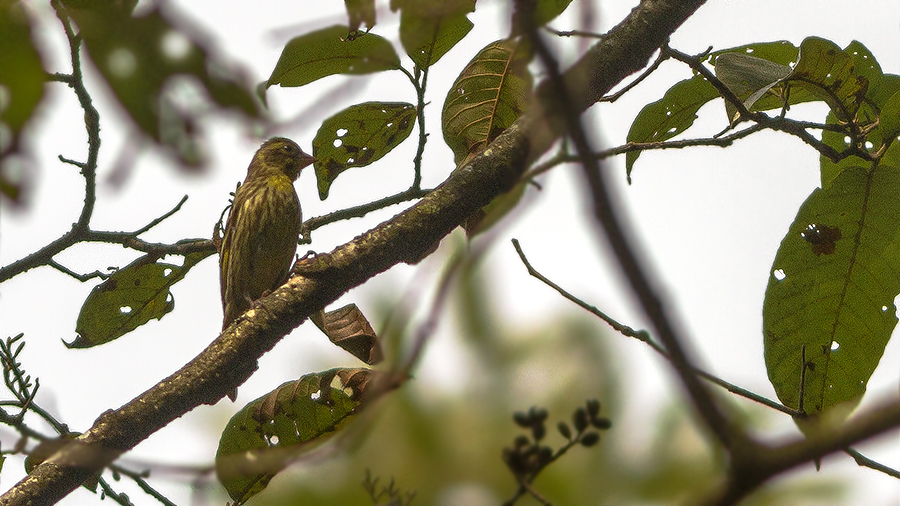
Maschio nel Sikkim.

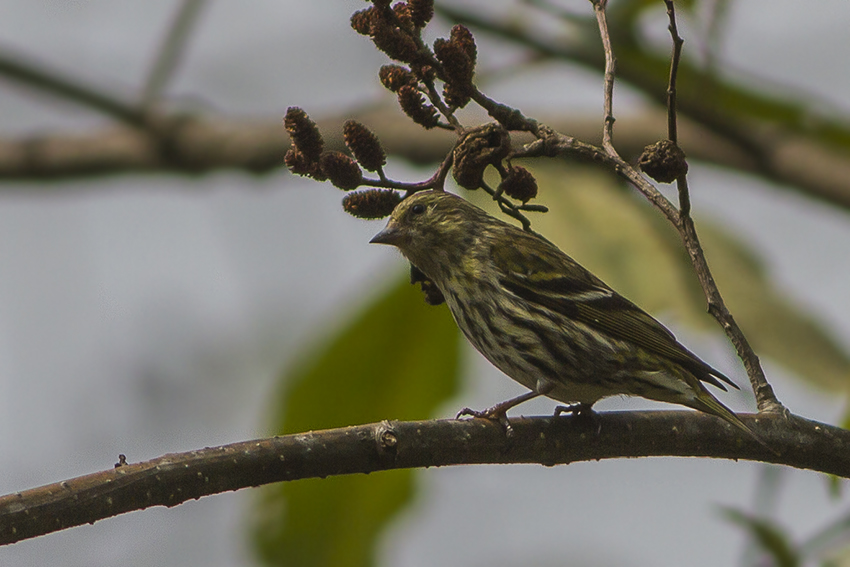
Femmina nel Sikkim.

### Dimensioni
Misura 10–12 cm di lunghezza, per 10-12 g di peso.

### Aspetto
Si tratta di uccelli dall'aspetto robusto, muniti di becco conico corto ma appuntito, ali appuntite e coda corta e dalla punta lievemente forcuta. Nel complesso, soprattutto i maschi possono ricordare i canarini africani del genere Crithagra, rispetto ai quali presentano però testa più squadrata.
Il piumaggio presenta dimorfismo sessuale: nei maschi, infatti, faccia (tranne mustacchi e area fra i lati del becco e le orecchie), petto e fianchi sono di colore giallo, mentre vertice, nuca, dorso e codione sono tendenti al giallo-olivastro, il sottocoda è bianco così come il ventre e la punta di ali e coda è nera. Le femmine mancano dei segni facciali e di gran parte del giallo, presente sotto forma di sfumature su faccia e petto, mentre il resto della livrea è dominata dai toni del grigio-brunastro, con penne di dorso e fianchi munite di punte più scure a dare un effetto screziato.

In ambedue i sessi, il becco è nerastro superiormente (con tendenza a schiarirsi verso la base) e avorio inferiormente, mentre gli occhi sono di colore bruno scuro e le zampe sono di color carnicino.

## Biologia
I lucherini tibetani sono uccelli dalle abitudini essenzialmente diurne, che vivono in coppie o in gruppetti, tenendosi per la maggior parte del tempo fra i cespugli o i rami alla ricerca di cibo e facendo ritorno sul far della sera verso posatoi elevati dove passare la notte al riparo.

### Alimentazione
La dieta di questi animali è perlopiù granivora, componendosi in massima parte dei semi di betulla e ontano, ma comprendendo anche germogli, fiori, boccioli e sporadicamente anche piccoli insetti.

### Riproduzione
La stagione riproduttiva sembrerebbe comprendere almeno i mesi di maggio e giugno, tuttavia mancano informazioni sulla riproduzione di questi uccelli, sebbene si supponga che essa non differisca significativamente per modalità e tempistica da quanto osservabile negli altri fringillidi.

## Distribuzione e habitat
Come intuibile sia dal nome comune che dal nome scientifico, il lucherino tibetano è un abitatore dell'altopiano del Tibet, popolando il Tibet meridionale e orientale, lo Yunnan settentrionale ed il Sichuan sud-occidentale, oltre che il nord della Birmania: la specie è presente, ma verosimilmente solo per svernare, anche lungo le pendici meridionali dell'Himalaya, dal Nepal nord-occidentale all'Assam attraverso Sikkim e Bhutan.
L'habitat di questi uccelli è rappresentato dalle pinete montane e submontane a prevalenza di abete e tsuga, ma popolano anche le foreste miste.

## Tassonomia
Lo status tassonomico del lucherino tibetano è sempre stato incerto e molto travagliato: ascritto dal suo scopritore Hume al genere monotipico Chrysomitris, esso è stato in seguito spostato di volta in volta in Carduelis e in Serinus, prima di venirne scorporato ed essere ascritto al restaurato Spinus, in seguito ad affinità emerse dalle analisi del DNA mitocondriale. L'affinità con Spinus non è tuttavia strettissima, e si sta facendo strada fra gli studiosi l'ipotesi (che va però supportata da ulteriori analisi) di ascrivere il lucherino tibetano a un proprio genere monotipico, Chionomitris.